# Elissa Steamer

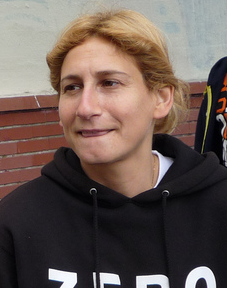
Elissa Steamer (2009)

Elissa Steamer (Fort Myers (Florida), 31 juli 1975) is, als een van de weinige vrouwen, een professioneel skateboarder.

## Geschiedenis
Elissa begon met skateboarden in 1989 en werd professioneel in 1998 toen ze de Woman's Street Section bij de Slam City Jam won. Dezelfde wedstrijd won ze ook in 1999. In 2003 is ze tot Female Skater of the Year gekozen door de Check It Out Girls Magazine.

## Huidige sponsoren
- Zero Skateboards
- Thunder Trucks
- The Skate Park of Tampa
- Etnies footwear

Haar eerdere sponsores waren onder andere: Toy Machine, TSA Clothing, Bootleg Skateboards en Landspeed Wheels.

## Bereikte doelen
- Eerste vrouwelijke skateboarder met een eigen pro-deck.
- Eerste vrouwelijke skateboarder om een wedstrijd in de Slam City Jam te winnen.
- Eerste vrouwelijke skateboarder in de Tony Hawk's Pro Skater spelletjes reeks.

## Videospelletjes
Elissa is een speelbaar karakter in Tony Hawk's Pro Skater, Tony Hawk's Pro Skater 2, Tony Hawk's Pro Skater 3, Tony Hawk's Pro Skater 4 en Tony Hawk's Underground.

## Wedstrijdgeschiedenis

### 2005
- 15e plaats, World Cup of Skateboarding, Women’s Street, Melbourne, Australië
- 31e plaats, World Championships of Skateboarding, Münster, Duitsland
- 14e plaats, X Games, Women’s Street, Los Angeles, Californië.

### 2004
- 21e plaats, World Cup of Skateboarding, Women’s Street, Melbourne, Australië
- 5e plaats, Triple Crown, Women’s Street, Cleveland, Ohio
- 32e plaats, X Games, Women’s Street, Los Angeles, Californië.
- 16e plaats, Gravity Games, Women’s Street, Cleveland, Ohio
- 21e plaats, Triple Crown Finals, Women’s Street, Huntington Beach, Californië
- 22e plaats, Slam City Jam, Women’s Street, Vancouver, Brits-Colombia, Canada

### 2003
- 14e plaats, World Cup of Skateboarding, Women's Street, Melbourne, Australia